# (8821) 1987 DP6
(8821) 1987 DP6 (1987 DP6, 1990 UR3) — астероїд головного поясу, відкритий 23 лютого 1987 року.
Тіссеранів параметр щодо Юпітера — 3,243.